# Clara Ricciolini
Clara Ricciolini (Salvador, 1822 — Salvador, 19 de setembro de 1869) foi uma bailarina e atriz brasileira, um dos principais nomes da cena teatral do Rio de Janeiro nas décadas de 1840 a 1860 e integrante da companhia dramática de João Caetano.

## Carreira artística

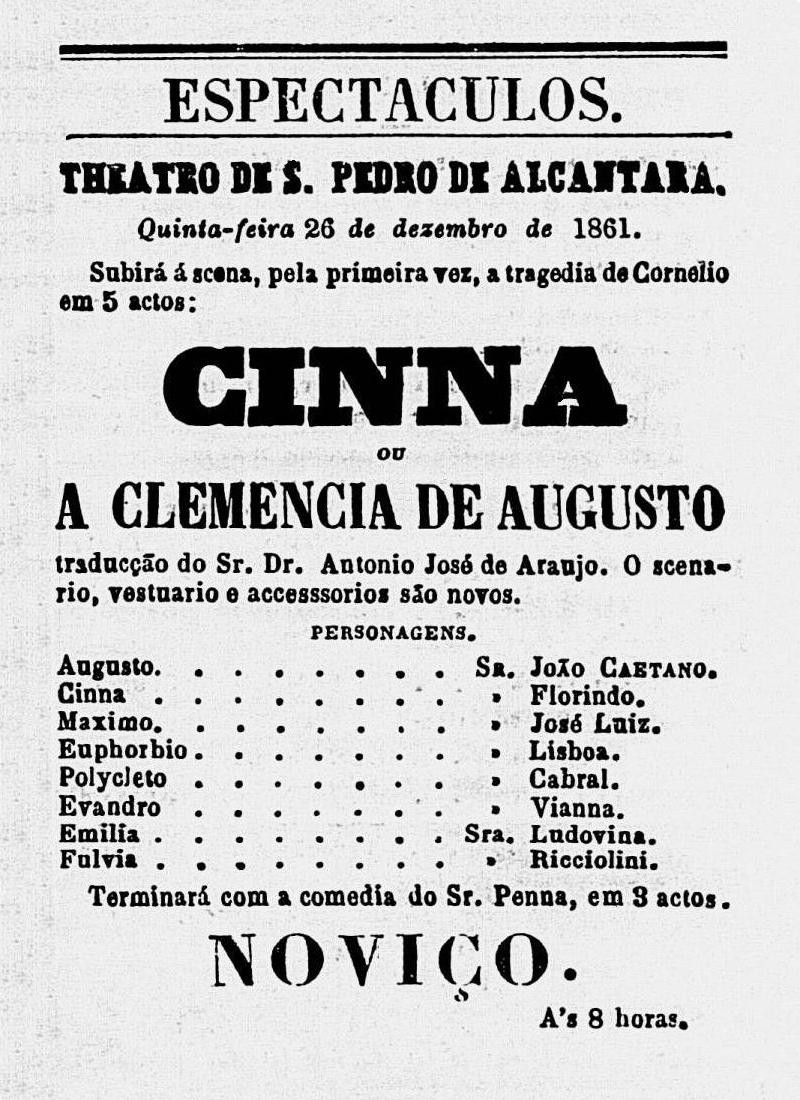
Cartaz da peça "Cinna", de Corneille, com João Caetano e Clara Ricciolini (Rio de Janeiro, 1861).

Filha dos cantores líricos Gaetano Ricciolini e Isabel Rubio Ricciolini, pioneiros da ópera e da dança na América do Sul, Clara nasceu na Bahia durante temporada de seus pais no Teatro São João (Salvador). Antes de completar um ano, acompanhou o regresso de sua família ao Rio de Janeiro. Sempre com seus pais, mudou-se para Buenos Aires em 1825 e para Porto Alegre em 1830. De volta ao Rio de Janeiro em 1837, estreou no Teatro de São Pedro de Alcântara (hoje Teatro João Caetano) em 1838, aos 16 anos, com uma coreografia de seu pai.

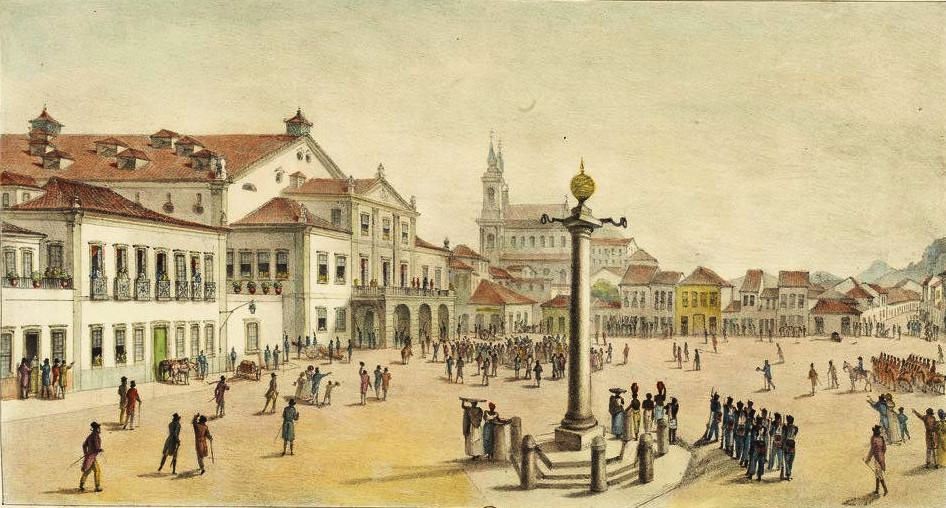
Vista do Teatro Real de São João, atual João Caetano, palco da estreia de Clara Ricciolini. Pintura de Jean Baptiste Debret (cerca de 1834).

Discípula de João Caetano dos Santos, Clara Ricciolini foi protagonista de espetáculos nos principais teatros cariocas até 1865, sobretudo como bailarina. Destacava-se por ser a única grande bailarina brasileira no Rio de Janeiro de meados do século XIX. Como atriz, foi particularmente ativa de 1857 a 1863, ano da morte de João Caetano e do fim de sua companhia dramática. Ricciolini participou de montagens de peças de Shakespeare, Corneille, Molière, Gonçalves de Magalhães e Martins Pena.
Com o nome artístico de Clara Ricciolini Osternold (sobrenome de seu segundo marido), atuou de 1865 até a morte em sua cidade natal de Salvador.

## Vida pessoal
Ricciolini casou-se em 1844 com Carlos José dos Reis Costa, administrador do Teatro de São Pedro de Alcântara. Viúva em 1858, teria mantido relacionamento com o ator João Caetano nos últimos anos de vida deste. Em 1862, casou-se com o maestro e compositor português Antônio de Assis Osternold, com quem se mudou para a Bahia em 1865. Viúvo de Clara, Osternold se casaria em 1873 com a atriz portuguesa Eugénia Câmara, principal musa do poeta baiano Castro Alves.

## Avaliação crítica
Muito elogiada pela crítica contemporânea, sobretudo por ser a única brasileira num meio então dominado por estrangeiras, Clara Ricciolini não deixou boa impressão em Machado de Assis, que, em crônica publicada em 1894, observou que "como o público de então não dispensava algumas piruetas, qualquer que fosse a peça da noite, tragédia ou comédia, a Ricciolini dançava muitas vezes". Apesar da opinião de Machado, o fato é que, como demonstram os anúncios nos jornais da época, os bailados de Ricciolini eram uma das principais atrações dos espetáculos teatrais do Rio de Janeiro em meados do século retrasado.